# Хеккен (женский футбольный клуб)
ЖФК Хеккен (швед. BK Häcken) — женский профессиональный футбольный клуб из города Гётеборг (Вестра-Гёталанд), Швеция. Выступает в высшем дивизионе страны — Дамаллсвенскане, домашние матчи проводит на стадионе «Бравида Арена». Команда была образована в 1970 году под названием «Ландветер» (Landvetters IF). В 2004 году клуб передислоцировался из Ландветтера в Гётеборг.  Спонсором команды являлась пивоваренная компания «Kopparbergs Brewery», имя которой было отражено в полном названии клуба (Kopparbergs/Göteborg FC). «Коппарбергс/Гётеборг» стал чемпионом в 2020 году. 28 января 2021 года клуб стал женским отделением мужского футбольного клуба «Хеккен», также базирующегося в Гётеборге и играющего в высшей лиге.

## Достижения
- Чемпион Швеции (1): 2020
- Обладатель Кубка Швеции (3): 2011, 2012, 2019
- Обладатель Суперкубка Швеции (1): 2013